# 阿诺·德瓦利卡
阿诺·德瓦利卡（Arnold Dwarika，1973年2月23日—），是一名特立尼达和多巴哥职业足球运动员，司职前锋，现效力于特立尼达和多巴哥联赛球队彼特罗英联。

## 俱乐部生涯
阿诺曾经效力于防守力量、Trinity Pros、超级明星流浪者、乔帕布里斯、东法夫、阿尔安沙尔、康尼克迅等球队。
2004年，阿诺作为加利·格拉斯哥签约的一部分加盟中甲球队广州日之泉，但他出场15场一无所获。